# Littérature polémique de Saadia Gaon
La littérature polémique occupe une place importante dans l'œuvre de Saadia Gaon.
Celui-ci se veut en effet gardien de la tradition rabbinique alors même que les académies talmudiques de Babylonie, centre le plus important du judaïsme à l'époque, vacillent face à la civilisation arabo-musulmane, à son apogée politique et culturel. Outre les nombreuses conversions à l'islam dont s'accompagne la récente conquête arabe, l'instabilité politique qui en résulte entraîne des luttes d'influence, entre le centre juif de la terre d'Israël et celui de Babylone, entre l'exilarque, dirigeant des exilés juifs de Babylonie, et les gueonim, directeurs des académies. 
Le principal péril auquel fait face le judaïsme est cependant en la demeure, avec la montée des Karaïtes : ces adeptes d'un retour aux Écritures, récusant la tradition orale des rabbins rencontrent un succès d'autant plus important que le karaïsme est perçu par beaucoup comme la meilleure manière de s'intégrer à la culture musulmane sans renier le judaïsme.
C'est donc envers eux qu'est dirigée la majeure partie de la production polémique de Saadia. Il s'est également opposé au scepticisme rationalisant de Hiwi al-Balkhi qui s'en prenait autant à la Torah orale qu'à la Torah écrite.

## Œuvres anti-karaïtes

### Kitab al-Radd
Les trois pamphlets de Saadia les plus cités dans la littérature karaïte sont réunis sous le nom de  Kitab al-Radd (Livre de la Réfutation) :
- le premier, Kitab al-Radd 'alei Anan (Livre de la Réfutation d'Anan), a été rédigé en 905, vraisemblablement en Égypte. Il est dirigé contre le fondateur présumé du karaïsme, Anan ben David, et a valu à Saadia Gaon de se voir (erronément) attribuer le récit des origines du karaïsme selon lequel il aurait fondé le karaïsme à la suite d'ambitions politiques frustrées[1] ;
- les deux autres, le Kitab al-Radd 'alei Ibn Saḳwyh (Livre de la Réfutation d'Ibn Saḳouyah ou Saḳawayh), et le Kitab al-Radd 'ala mutaḥamil hayyum (Livre de la Réfutation d'un assaillant acharné), ont été rédigés en Babylonie. Selon Marx, qui cite Israël Davidson, tous deux sont dirigés contre le même auteur, Ibn Saḳouyah, identifié à Salman ben Yerouham[2]. Ces livres ne sont plus connus, outre quelques fragments publiés, que par les allusions qu'y font les auteurs karaïtes ultérieurs[2].

### Kitab al-Tamyiz
Le Kitab al-Tamyiz (appelé en hébreu Sefer haHakkarah ou Sefer HaMivḥan, le Livre de Distinction), rédigé en 926, couvre en huit traités la plupart des différences et points d'achoppement entre Rabbanites et Karaïtes. Ce livre, le plus complet de Saadia en matière de polémique, était encore cité au XIIe siècle, notamment dans les commentaires bibliques du Hakham karaïte Yaphet ben Ali.

### Autres
Saadia consacre également des ouvrages à des points doctrinaux plus particuliers, dont le Kitāb Taḥṣīl al Sharā'i al-Sam'iyya (Livre de la Compréhension des Commandements Révélés), et le Kitāb al-'Ibbour (Livre du Calendrier ). Dans le premier, il réfute que le sens des commandements révélés (dont la signification n'est pas accessible à la raison immédiate) puisse être déduit par la seule analogie sémantique (qiyās), bien qu'il ne soit pas interdit de recourir à la spéculation rationnelle pour tenter de les élucider ; le second était, d'après les citations qu'en fait Yaphet, dirigé contre la méthode de fixation des mois et années par les Karaïtes, par l'observation du premier croissant de lune et de la maturation des épis de blés, respectivement.

## La réfutation de Ḥiwi al-Balkhi
Le scepticisme rationaliste, dirigé tant contre la Torah orale que contre la Miqra, était également répandu dans la société et se retrouvait jusqu'aux manuels d'apprentissage de certains enseignants académiques, sous la forme des deux cents questions de Hiwi al-Balkhi, qui remettent en cause la pertinence de récits miraculeux (notamment sur le serpent parlant d'Eden et l'ânesse de Balaam, les miracles du livre de l'Exode, la sorcière d'Endor, etc.). 
Ḥiwi est un adversaire idéologique récurrent de Saadia, non seulement dans un livre intitulé Kitāb al-Radd 'ala Ḥawaya al Balkhi (Livre de la Réfutation de Ḥiwi al Balkhi), dont d'importants fragments ont été publiés en 1915 par Israël Davidson, mais aussi dans son Emounot veDeot.
Saadia écrira être fier d'avoir contrecarré l'influence de Ḥiwi. Cependant, le rationalisme radical défendu par Ḥiwi s'insinue jusqu'au commentaire biblique de Samuel ben Hofni Gaon, et Abraham ibn Ezra doit encore réfuter, au XIIe siècle, les idées de Ḥiwi, qui continuent de séduire.

## Autres ouvrages de polémique
Le Sefer HaMoa'dim (Livre des Moments Fixés), dont de grands fragments ont été découverts dans la Gueniza du Caire, est un ouvrage commandité à Saadia par les instances juives de Babylone, à la suite de la controverse du calendrier qui a opposé le centre juif babylonien à Aaron ben Meïr. Il est écrit en hébreu biblique, divisé en versets, vocalisé et accentué.
Le Sefer haGalouï (Livre Ouvert), écrit dans le même style, est rédigé en réponse à l'exilarque David ben Zakkaï et ses partisans. Ce livre, dont il ne reste que des fragments, comportait sept chapitres. Le second est une chronologie, et a probablement donné au livre son nom arabe de Kitab al-Ta'rikh ; dans le troisième, Saadia décrit l'infortune qui accable un peuple gouverné par un despote (probablement David ben Zakkaï) ; dans le quatrième, il écrit que Dieu appointe à chaque génération un Sage (lui-même, en l'occurrence) qu'Il inspire et illumine pour guider le peuple juif dans le droit chemin. Saadia ne manque d'énumérer ses mérites personnels dans la lutte contre les « hérésies » ; dans le sixième, il décrit les souffrances que lui infligent ses adversaires, avant de les mettre en garde dans le dernier chapitre, car Dieu punit sévèrement ceux qui oppriment injustement l'innocent. 
De l'assurance qui émane de ce livre, et de son absence d'agressivité (à l'exception de jeux de mots sur les noms de ses adversaires ; le plus célèbre est Kelev met, « chien crevé, » pour désigner Aaron ibn Sardjadou, dont le prénom arabe est Halaf (ce surnom lui est si bien resté que Graetz prend Kalb (ou Caleb) pour l'autre prénom d'Ibn Sardjadou), il ressort que Saadia tient aisément tête à ses antagonistes.